# Herrschaft Aggsbach
Die Herrschaft Aggsbach war eine Grundherrschaft im nördlichen Viertel ober dem Wienerwald im Erzherzogtum Österreich unter der Enns, dem heutigen Niederösterreich.

## Ausdehnung
Die Herrschaft Aggsbach umfasste zuletzt die Ortsobrigkeit über Aggsbach (Schloss und Dorf), Hessendorf, Krapfenberg, Arnreith, Schweigbichl, Strohdorf, Mannersdorf, Mitterradl, Mitterschildbach, Mallau und Kohlenberg. Der Sitz der Verwaltung befand sich in Aggsbach.

## Geschichte
Die ursprünglich der Kartause Aggsbach gehörende Herrschaft wurde nach der Aufhebung des Klosters im Jahr 1782 vom Religionsfonds an Anna Maria Weiler († 1827) verkauft. Sie war die Witwe des Schiffmeisters Wimmer. Letzter Herrschaftsinhaber war ihr Sohn, der Landrechts-, Güter- und Gültenschätzmeister Josef Wimmer, Besitzer des Erlahof in Spitz (Niederösterreich), bis die Herrschaft nach den Reformen 1848/1849 aufgelöst wurde.